# Campeonato da Europa de Atletismo de 2010 - 20 km marcha atlética feminina
A prova da marcha atlética 20 km  feminina do Campeonato da Europa de Atletismo de 2010 foi disputada no dia 28 de julho de 2010 pelas ruas de  Barcelona, na Espanha.

## Recordes
Antes desta competição, os recordes mundiais e do campeonato nesta prova eram os seguintes:
|                       | Nome              | Nacionalidade | Tempo    | Local      | Data                |
| --------------------- | ----------------- | ------------- | -------- | ---------- | ------------------- |
| Recorde mundial       | Olimpiada Ivanova | Rússia        | 1h25m41s | Helsínquia | 7 de agosto de 2005 |
| Recorde do campeonato | Olimpiada Ivanova | Rússia        | 1h26m42s | Munique    | 7 de agosto de 2002 |
| Recorde europeu       | Olimpiada Ivanova | Rússia        | 1h25m41s | Helsínquia | 7 de agosto de 2005 |

## Medalhistas
| Ouro                     | Prata               | Bronze               |
| Anisya Kirdyapkina (RUS) | Vera Sokolova (RUS) | Melanie Seeger (GER) |

## Cronograma
Todos os horários são locais (UTC+2).
| Data        | Hora | Evento |
| ----------- | ---- | ------ |
| 28 de julho | 8:05 | Final  |

## Resultados
| Posição           | Atleta                     | Nacionalidade | Tempo     | Notas                |
| ----------------- | -------------------------- | ------------- | --------- | -------------------- |
| Medalha de ouro   | Anisya Kirdyapkina         | Rússia        | 1h 28'55" |                      |
| Medalha de prata  | Vera Skolova               | Rússia        | 1h 29'32" |                      |
| Medalha de bronze | Melania Seeger             | Alemanha      | 1h 29'43" |                      |
| 4                 | Beatriz Pascual            | Espanha       | 1h 29'52" |                      |
| 5                 | Vera Santos                | Portugal      | 1h 30'52" |                      |
| 6                 | Kristina Saltanovic        | Lituânia      | 1h 31'40" | Recorde da temporada |
| 7                 | Ana Cabecinha              | Portugal      | 1h 31'48" |                      |
| 8                 | Inês Henriques             | Portugal      | 1h 32'26" |                      |
| 9                 | Jo Jackson                 | Reino Unido   | 1h 33'33" |                      |
| 10                | María José Poves           | Espanha       | 1h 34'19" |                      |
| 11                | Agnieszka Dygacz           | Polónia       | 1h 34'51" |                      |
| 12                | Brigita Virbalyte-Dimsiene | Lituânia      | 1h 35'00" |                      |
| 13                | Nastassia Yatsevich        | Bielorrússia  | 1h 36'59" |                      |
| 14                | Neringa Aidietyte          | Lituânia      | 1h 37'32" |                      |
| 15                | Lucie Pelantová            | Chéquia       | 1h 41'35  |                      |
| -                 | Paulina Buziak             | Polónia       | DSQ       |                      |
| -                 | Sibilla Di Vincenzo        | Itália        | DSQ       |                      |
| -                 | Zuzana Malikova            | Eslováquia    | DNF       |                      |
| -                 | Alina Matveyuk             | Bielorrússia  | DNF       |                      |
| -                 | Olive Loughnane            | Irlanda       | DNF       |                      |
| -                 | María Vasco                | Espanha       | DNF       |                      |
| —                 | Olga Kaniskina             | Rússia        | 1h 27'44" | Doping               |

Legenda
| Recorde mundial       | Recorde mundial (World record)               |                       | Recorde africano                      | Recorde africano (African) |                                           | Q | Classificado por posição (Qualified) |
| Recorde do campeonato | Recorde do campeonato (Championship record)  | Recorde da América    | Recorde da América (Americas)         | q                          | Classificado por melhor tempo (Qualified) |   |                                      |
| Melhor marca do ano   | Melhor marca do ano (World leading)          | Recorde asiático      | Recorde asiático (Asian)              | DNS                        | Não largou (Did not start)                |   |                                      |
| Recorde nacional      | Recorde nacional (National record)           | Recorde europeu       | Recorde europeu (European)            | DNF                        | Não terminou (Did not finish)             |   |                                      |
| Recorde pessoal       | Recorde pessoal do atleta (Personal best)    | Recorde da Oceania    | Recorde da Oceania (Oceania)          | DSQ / DQ                   | Desclassificado (Disqualified)            |   |                                      |
| Recorde da temporada  | Recorde da temporada do atleta (Season best) | Recorde sul-americano | Recorde sul-americano (South America) | NM                         | Sem marca (No mark)                       |   |                                      |